# سوبیسلاو زاسادا
سوبیسلاو زاسادا (انگلیسی: Sobiesław Zasada؛ زادهٔ ۲۷ ژانویهٔ ۱۹۳۰) راننده خودروی مسابقه‌ای، ورزشکار دو و میدانی، کارآفرین، و اقتصاددان اهل لهستان است.